# Nerf cutané dorsal latéral
Le nerf cutané dorsal latéral est un nerf sensitif du pied.

## Origine
Le nerf cutané dorsal latéral est une branche terminale du nerf sural qui nait après le contournement par ce dernier de la malléole latérale.

## Trajet
Le nerf cutané dorsal latéral longe le bord latéral du pied et donne le nerf digital dorsal du cinquième orteil et parfois les nerfs digitaux dorsaux médial du cinquième orteil et latéral du quatrième.
Il s'anastomose avec le nerf cutané dorsal intermédiaire.

## Aspect clinique
Le trajet de ce nerf influence l'abord chirurgical pour la fixation des fractures du cinquième métatarsien pour éviter de l'endommager.